# Maison de Windisch-Graetz
La famille de Windisch-Graetz ou Windischgraetz, ou encore Windischgrätz est une famille de la haute noblesse autrichienne, originaire de Styrie et de Bohême.

## Historique
La famille est mentionnée la première fois par écrit en 1220 et prend ses racines du village de Windischgraz (ou Windischgraetz) littéralement petit château des Wendes, aujourd'hui en Slovénie.

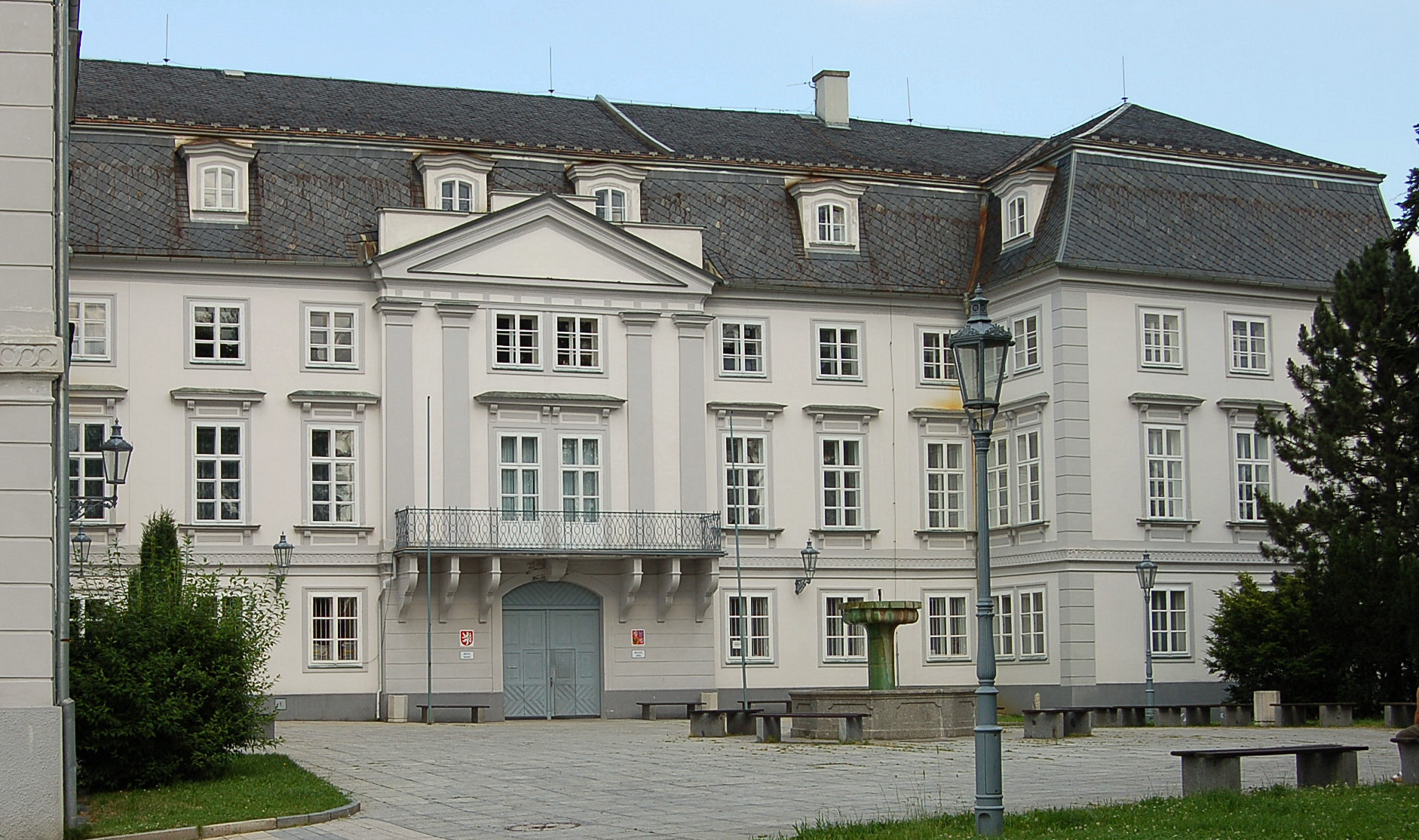
Façade du château de Tachau

La famille obtient le titre de seigneur en Bohême à partir de 1574 et possède de nombreux domaines et villages. Elle s'installe ensuite à Tachau et possède entre autres les domaines de Kladrau, Steken et Mladejowitz. Le comte d'Empire Joseph-Nicolas de Windischgrätz, baron de Waldstein et de Thal, achète en 1781 la seigneurie de Tachau et construit le château actuel en style néoclassique en 1787. Son fils Alfred Ier de Windischgrätz en hérite et devient maréchal. Il fait construire en style néoromantique le château d'Heiligen (aujourd'hui Světce) dans un village à côté, sans jamais le terminer. Il n'en reste aujourd'hui que le manège. Alfred de Windischgrätz est élevé au titre de prince du Saint-Empire (« Fürst ») en 1804. Il mène des campagnes contre Napoléon à partir de 1805 et devient l'un des hommes d'armée des plus prestigieux de cette époque.

## Liste des chefs

### Branche aînée
Les chefs successifs de la branche aînée ayant obtenu le titre de prince (Fürst) sont :
1. 1804 - 1862 : Alfred I zu Windisch-Graetz (1787-1862), 1er prince de Windisch-Graetz ;
2. 1862 - 1876 : Alfred II zu Windisch-Graetz (1819-1876), 2e prince de Windisch-Graetz, fils du précédent ;
3. 1876 - 1927 : Alfred III zu Windisch-Graetz (1851-1927), 3e prince de Windisch-Graetz, frère du précédent ;
4. 1927 - 1968 : Ludwig Alfred zu Windisch-Graetz (1882-1968), 4e prince de Windisch-Graetz, cousin du précédent ;
5. 1968 - 1990 : Ludwig Aladar zu Windisch-Graetz (1908-1990), 5e prince de Windisch-Graetz, fils du précédent ;
6. depuis 1990 : Anton zu Windisch-Graetz (1942), 6e prince de Windisch-Graetz, fils du précédent

### Branche cadette
Les chefs successifs de la branche cadette ayant obtenu le titre de prince (Fürst) sont :
1. 1822 - 1867 : Weriand Alois zu Windisch-Graetz (1790-1867), 1er prince de Windisch-Graetz ;
2. 1967 - 1904 : Hugo zu Windisch-Graetz (1823-1904), 2e prince de Windisch-Graetz, fils du précédent ;
3. 1904 - 1920 : Hugo zu Windisch-Graetz (1854-1920), 3e prince Kinský von Wchinitz und Tettau, fils du précédent ;
4. 1920 - 1959 : Hugo zu Windisch-Graetz (1887-1959), 4e prince de Windisch-Graetz, fils du précédent ;
5. 1959 - 1976 : Maximilian zu Windisch-Graetz (1914-1976), 5e prince de Windisch-Graetz, fils du précédent ;
6. depuis 1976 : Mariano Hugo zu Windisch-Graetz (1955), 6e prince de Windisch-Graetz, fils du précédent

## Généalogie sommaire
- Joseph Niklas zu Windisch-Graetz (1744-1802), épouse la princesse Marie Françoise de Ligne (1751-1812)
  - Alfred Ier de Windisch-Graetz (1787-1862), épouse la princesse Marie Eleonore de Schwarzenberg (1796-1848)
    - Alfred II de Windisch-Graetz (1819-1876), épouse la princesse Hedwig de Lobkowicz (1829-1852)
      - Alfred III de Windisch-Graetz (1851-1927), épouse la princesse Gabrielle d'Auersperg (1855-1933)
        - Marie Hedwige zu Windisch-Graetz (1878-1918), épouse le comte Frigyes Szapáry de Muraszombat (1869-1935)
          - Marie-Anne Szapáry de Muraszombat (1911-1988), épouse le baron Günther von Reibnitz (1894-1983)
            - Marie-Christine von Reibnitz (1945), épouse le prince Michael de Kent (1942)

        - Maria-Aglaë zu Windisch-Graetz (1887-1961), épouse Károly Apponyi de Nagyappony (1878-1959)

    - Ludwig zu Windisch-Graetz (1830-1904), épouse Valérie Dessewffy de Csernek et Tarkeö (1843-1912)
      - Louis de Windisch-Graetz (1882-1968), épouse la comtesse Marie Elisabeth Széchényi von Sárvár-Felsövidék (1887-1972)
        - Ludwig Aladar zu Windisch-Graetz (1908-1990)
          - Alfred zu Windisch-Graetz (1939)
          - Anton zu Windisch-Graetz (1942)

    - Joseph zu Windisch-Graetz (1832-1906)
      - Franz zu Windisch-Graetz (1867-1947), épouse la comtesse Margarethe von Harrach zu Rohrau und Tannhausen (1870-1935)
        - Johann Nepomuk zu Windisch-Graetz (1897-1958)
          - Margarethe zu Windisch-Graetz (1928-2006), épouse le prince Alexander de Schönburg-Hartenstein (1930-2018)

        - Antoinette zu Windisch-Graetz (1902-1995), épouse le prince László Batthyány-Strattmann de Németh-Újvár (1904-1966)
        - Otto zu Windisch-Graetz (1913-2011)
          - Johann-Nepomuck zu Windisch-Graetz (1953)

  - Weriand Alois zu Windisch-Graetz (1790-1867), épouse la princesse Marie Eleonore de Lobkowicz (1795-1876)
    - Hugo zu Windisch-Graetz (1823-1904), épouse la princesse Luise de Mecklembourg-Schwerin (1824-1859) puis la princesse Mathilde Radziwill (1836-1918)
      - Karl de Windisch-Graetz (1821-1859), épouse la princesse Mechthilde zu Windisch-Graetz
      - Hugo zu Windisch-Graetz (1854-1920), épouse la princesse Christine d'Auersperg (1866-1962)
        - Hugo zu Windisch-Graetz (1887-1959), épouse la princesse Léontine de Fürstenberg (1892-1979)
          - Irma zu Windisch-Graetz (1913-1984), épouse le prince François de Hohenlohe (1904-1983)
          - Maximilien zu Windisch-Graetz (1914-1976), épouse Maria Luisa Serra di Carafa di Gerace (1921-2008)
            - Irma zu Windisch-Graetz (1951), épouse le prince Augusto Ruffo di Calabria (1955)
            - Maximiliana zu Windisch-Graetz (1952), épouse le prince Heinrich de Fürstenberg (1950-2024)
            - Mariano Hugo zu Windisch-Graetz (1955), épouse l'archiduchesse Sophie d'Autriche (1959)
              - Maximilian Hugo zu Windisch-Graetz (1990)

          - Frédéric zu Windisch-Graetz (1917-2002), épouse la princesse Dorothée de Hesse-Cassel (1934)

        - Alfred zu Windisch-Graetz (1890-1972), épouse la princesse Marie Isabelle de Hohenlohe (1891-1982)
        - Edouard zu Windisch-Graetz (1891-1976), épouse la princesse Marie Alexandra d'Isenburg (1899-1945)
        - Wilhelmine zu Windisch-Graetz (1895-1989), épouse le baron Leonidas Economo von San Serff (1874-1952)

      - Marie de Windisch-Graetz (1856–1929), épouse le duc Paul-Frédéric de Mecklembourg (1852-1923)

    - Ernst Ferdinand zu Windisch-Graetz (1827–1918), épouse la princesse Kamilla d'Oettingen-Spielberg
      - Othon de Windisch-Graetz (1873-1952), épouse l'archiduchesse Élisabeth-Marie d'Autriche (1883-1963)
        - Franz Joseph zu Windisch-Graetz (1904-1981), épouse Ghislaine d’Arschot Schoonhoven (1912-1997)
        - Stéphanie de Windisch-Graetz (1909-2005), épouse le comte Pierre d'Alcantara de Querrieu (1907-1944)

## Alliances
Les principales alliances de la famille de Windisch-Graetz sont : de Ligne (1781),  de Schwarzenberg (1817), de Lobkowicz (1850), de Mecklembourg-Schwerin (1849, 1881), Radziwill (1867), d'Oettingen-Oettingen (1870), Dessewffy de Csernek et Tarkeö (1870), d'Auersperg (1877, 1885), Henckel von Donnersmarck (1894), d'Autriche (1902, 1990), Festetics de Tolna (1905), Széchényi von Sárvár-Felsövidék (1907), Szapáry de Muraszombat (1908), Apponyi de Nagyappony (1908), de Fürstenberg (1912), de Hohenlohe (1918, 1919, 1936), d'Isenburg (1923), d'Alcantara de Querrieu (1934), Batthyány-Strattmann de Németh-Újvár (1935), de Schönburg-Hartenstein (1950), de Hesse-Cassel (1959), Ruffo di Calabria, Mocenigo, etc.

## Situation contemporaine
Le prince Mariano Hugo de Windisch-Graetz (né en 1955) est le chef de maison depuis la mort de son père en 1976 et ceci en considération du respect des alliances "égales" requises. Il a épousé en 1990, à Salzbourg, l'archiduchesse Sophie d’Autriche, fille de l’archiduc Ferdinand d'Autriche et de la comtesse Hélène de Toerring-Jettenbach, elle-même fille de la princesse Élisabeth de Grèce (comtesse Charles-Théodore de Toerring-Jettenbach) et nièce des princesses Olga de Grèce (princesse Paul de Yougoslavie) et Marina de Grèce (duchesse de Kent).

## Armoiries

Armes